# Vrbanj
Vrbanj is een plaats in de gemeente Stari Grad in de Kroatische provincie Split-Dalmatië. De plaats telt 489 inwoners (2001).

## Foto's

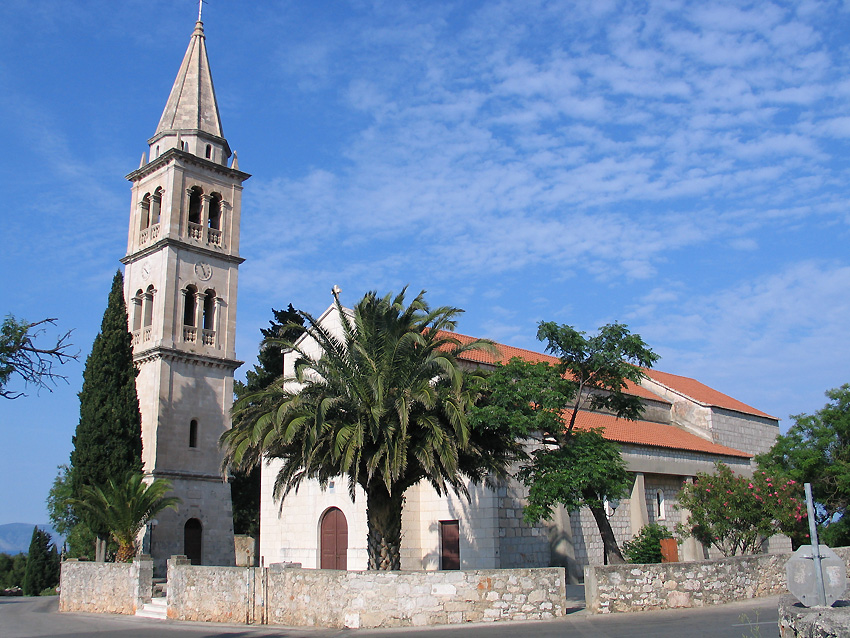
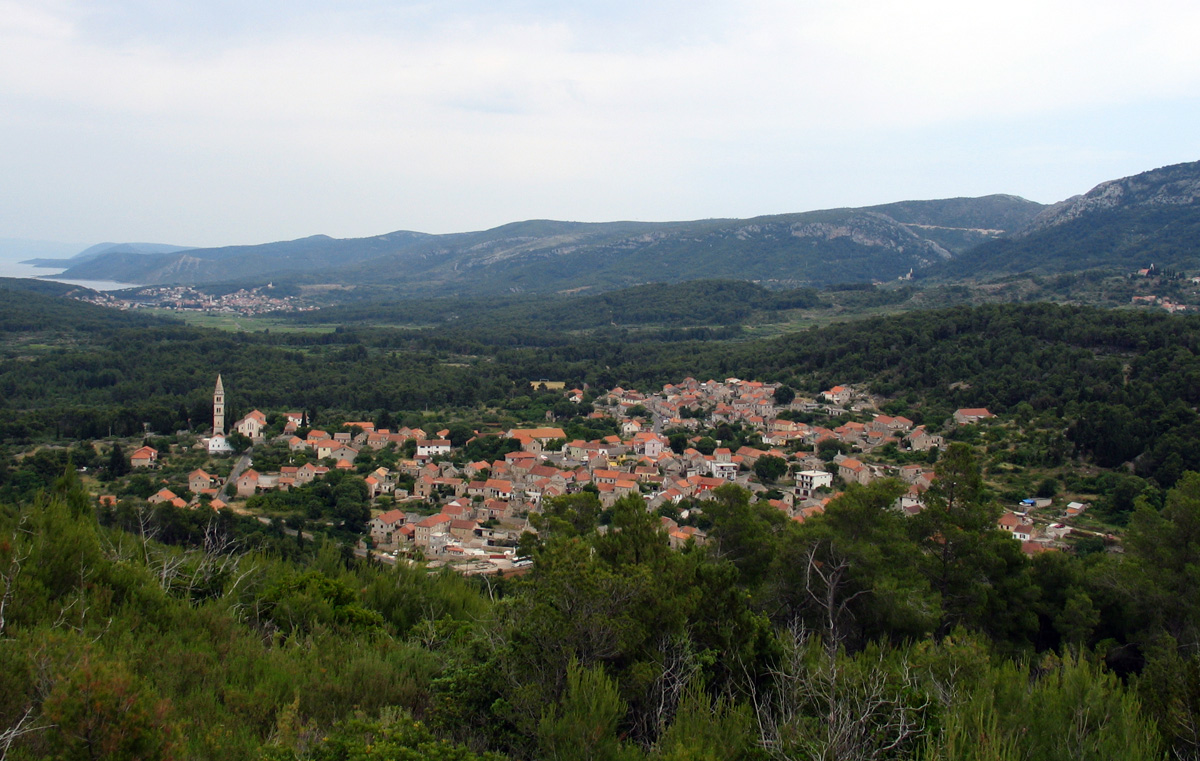